# Neoscolecithrix watersae
Neoscolecithrix watersae är en kräftdjursart som först beskrevs av K.R.E. Grice 1973.  Neoscolecithrix watersae ingår i släktet Neoscolecithrix och familjen Scolecitrichidae. Inga underarter finns listade i Catalogue of Life.